# Terizinozaury
Terizinozaury (Therizinosauridae) – rodzina wymarłych, nietypowych, prawdopodobnie wszystkożernych dinozaurów umieszczana zazwyczaj w podrzędzie teropodów.

## Wielkość i waga
Do 9,6 m długości i do 6,2 t masy (Therizinosaurus).

## Cechy charakterystyczne
Uzębienie, kończyny uzbrojone w trzy pazury o długości dochodzącej do 1 metra, specyficzna budowa miednicy, gdzie kości łonowe odchylone są daleko ku tyłowi. Odkrycia w Chinach sugerują, że terizinozaury były opierzone. 

## Występowanie
Szczątki znajdowano w kredowych pokładach na terenach obecnej Azji i Ameryki Północnej. 

## Pożywienie
Uzębienie sugeruje wszystkożerność.

## Rodzaje
- enigmozaur (Enigmosaurus)
- erlianzaur (Erliansaurus)
- erlikozaur (Erlikosaurus)
- nanszjungozaur (Nanshiungosaurus)
- Neimongosaurus
- notronych (Nothronychus)
- segnozaur (Segnosaurus)
- Suzhousaurus
- terizinozaur (Therizinosaurus)